# Acrocera pallidivena
Acrocera pallidivena är en tvåvingeart som beskrevs av Evert I. Schlinger 1960. Acrocera pallidivena ingår i släktet Acrocera och familjen kulflugor. Inga underarter finns listade i Catalogue of Life.